# Cryptospora intexta
Cryptospora intexta är en svampart som först beskrevs av Curr., och fick sitt nu gällande namn av Pier Andrea Saccardo 1883. Cryptospora intexta ingår i släktet Cryptospora och familjen Gnomoniaceae.   Inga underarter finns listade i Catalogue of Life.